# Charles de Coninck de Merckem
Charles de Coninck de Merckem, né à Gand le 18 juin 1836 et mort à Merkem le 7 décembre 1896, est un homme politique belge.

## Fonctions et mandats
- Membre du Sénat belge : 1878-1896

## Sources
- Paul VAN MOLLE, Het Belgisch Parlement, 1894-1972, Antwerpen, 1972.
- Oscar COOMANS DE BRACHÈNE, État présent de la noblesse belge, Annuaire 1986, Brussel, 1986.
- Jean-Luc DE PAEPE & Christiane RAINDORF-GERARD (red.), Le Parlement Belge, 1831-1894. Données biographiques, Brussel, 1996.